# Hu Weiyong
Hu Weiyong (caratteri cinesi: 胡惟庸; pinyin: Hú Wéiyōng; Anhui, ... – 1380) è stato un politico e funzionario cinese, ultimo ad aver ricoperto il ruolo di cancelliere in Cina, durante la dinastia Ming.

## Biografia e carriera
Nato ad Haozhou (attualmente corrispondente alla zona di Chuzhou), nella provincia dello Anhui, Hu Weiyong servì l'imperatore Hongwu di Ming. Nel 1363, Hu donò alle milizie dell'impero un gran numero di navi da guerra per la battaglia contro Chen Youliang. Il capo della produzione delle navi da guerra imperiali, Li Shanchang, lodò il suo operato e lo raccomandò all'imperatore Zhu Yuanzhang.
Grazie a numerosi intrighi ed alla corruzione, Hu Weiyong ottenne la carica di cancelliere, tuttavia iniziò ad attirarsi le ire degli altri funzionari e del popolo a causa del favoreggiamento delle tangenti e della volontà di accentrare il potere nelle proprie mani.

## Morte
Nel 1380, un subordinato di Hu riferì all'imperatore che il suo superiore aveva incontrato in segreto un inviato di un altro paese, nel tentativo di creare una ribellione all'interno della dinastia. Quattro giorni più tardi, l'imperatore Hongwu condannò a morte Hu e, come conseguenza del suo alto tradimento, abolì la carica di Cancelliere in Cina. Da quel momento in poi, i Tre Dipartimenti e i Sei Ministeri sarebbero stati controllati esclusivamente dall'imperatore, coadiuvato nell'organizzazione statale dal Gran Segretario.